# María Luisa Anido
María Luisa 'Mimita' Anido (nombre de soltera: Isabel María Luisa Anido González) (Morón, 26 de enero de 1907 – 4 de junio de 1996), fue una guitarrista clásica, compositora, y pedagoga argentina. Falleció en 1996, en Tarragona, Cataluña, donde se encuentra sepultada.

## Biografía
Era la cuarta hija del editor Juan Carlos Anido y de su esposa Betilda González Rigaud. Su familia se trasladó a Buenos Aires cuando ella era muy joven. Mimita explicaba en vida como influyó su padre en ella, guiándola en sus primeros pasos artísticos en el mundo de la guitarra enseñándole sus primeros acordes y acompañándola en sus primeras giras nacionales e internacionales y gracias a su padre se le debe que en numerosas ocasiones durante la infancia de la guitarrista conociese a guitarristas de la talla de Emilio Pujol, Sainz de la Maza, Miquel Llobet, Josefina Robledo, etc. Domingo Prat, prestigioso guitarrista y pedagogo catalán, se convirtió en 1914 en su maestro y tutor artístico, gracias al cual participó en diversas audiciones musicales (1916-1918), suscitando elogios y admiración crítica. 
Cuando tenía nueve años, dio su primer recital. Estudió guitarra bajo la dirección de Domingo Prat y Miguel Llobet, y tres años más tarde se recibió como concertista. Actuó como concertista en varios países de América y Europa, así como en Japón y la Unión Soviética. En 1921 ganó el premio de la Asociación Wagneriana. A partir de 1941, dictó la cátedra de guitarra en el Conservatorio Nacional de Música y Arte Escénico de Buenos Aires.
Como muestra de la adoración que sentía por Mimita, su padre adquiere para ella en España la famosa guitarra Torres que había sido propiedad de Francesc Tàrrega. Con tan solo 11 años debutó con su Torres como concertista en el Salón  «La Argentina» de Buenos Aires, foro destinado a los más ilustres guitarristas de la época.

## Composiciones para guitarra
Dijo: ”Componer es una maravillosa tarea debido a la sinceridad que lleva dentro, por el acto mismo de la creación ... porque revela las mayores profundidades del alma humana.”

Algunos excelentes intérpretes de guitarra del siglo XX se volvieron a la composición, como una salida adicional para expresar su arte. Ellos incluyen a Miguel Llobet, Andrés Segovia, Agustín Barrios, Emilio Pujol, Abel Carlevaro, Nikita Koshkin, Stefan Rak, Carlo Domeniconi, Andrew York, y Dušan Bogdanović. Hubo dos mujeres, María Luisa Anido en Argentina y la austriaca Luise Walker, que también dejaron productos de su inspiración. Posiblemente por modestia, María Luisa Anido no registró todas sus obras. Son miniaturas que reflejan, con su característica honestidad, varios aspectos de su personalidad.
Aire Norteño, su pieza más popular,  es un “bailecito”, una danza de galanteo de parejas sueltas e independientes, de movimientos vivos, presente en muchas fiestas nativistas, en el noroeste de Argentina, que generalmente viene acompañado de charangos, quenas y cajas. Anido frecuentemente toca las bajas notas en pizzicato, haciendo hincapié en la contraposición de 3/4 en el bajo y 6/8 en la melodía, una característica que se encuentra con frecuencia en el folclore argentino.
En 1927, María Luisa compuso su primera pieza, Barcarola. Miguel Llobet, el guitarrista catalán, le escribió poco después:

“He leído e interpretado su Barcarola, las voces se llevan maravillosamente con gusto admirable de sus características naturales, los colores de tonos son perfectos. Bravo, muy bien hecho. Creo que deberías seguir escribiendo vuestras excelentes inspiraciones”.

Llobet también afirmó: 

María Luisa Anido fue para mí una revelación. La impresión que me produjo no se borrará jamás de mi mente. Dotada de un temperamento artístico de primer orden, se adapta admirablemente a todos los estilos y formas musicales y en cuanto a su tecnicismo, no sólo es insuperable, sino que en muchos aspectos sobrepasa todo lo imaginable.

En Canción del Yucatán, Anido alterna el ritmo característico de habanera con triples y rubatos que marcan el carácter dulce y femenino de la pieza. 
Miguel Llobet había hecho una brillante armonización de una serie de canciones populares catalanas. Siguiendo su ejemplo, Mimita recrea - a través de glisandos y exquisito legato - el ambiente íntimo de la canción mexicana en Adiós … Adiós…
Preludio campero ilustra la actitud del gaucho al improvisar acordes en su guitarra hasta que aparece una pequeña melodía ... sin prisas, con la tranquilidad y la libertad que la inmensidad de la pampa infunde.
En la década de 1940 enseñó en el Conservatorio de Buenos Aires y en la universidad Nacional del Litoral, en Rosario (Argentina). En 1952 viajó por toda Europa por primera vez; y la editorial Bèrben le publicó su Aire de Vidalita, en Italia. Esta pieza está inspirada en una de las canciones líricas más populares del folclore argentino.
El musicólogo Carlos Vega dijo: sus “vidalitas” son pequeñas canciones de varios personajes y tempos. A veces son tiernas canciones de amor, a veces alegres, animadas canciones de carnaval. Se hicieron muy populares en Buenos Aires a fines del siglo XIX. Su forma poética no es uniforme, pero en general se trata de un cuarteto en el que aparece la palabra vidalita entre la primera y segunda y entre la tercera y la cuarta líneas de la siguiente:
los días más bellos, vidalita
tienen su hora amarga
y hasta en la agonía, vidalita
luce la esperanza.
María Luisa preparaba el tema con cuatro barras de arpegios guitarrísticos. La melodía de la pieza respeta su ritmo característico, pero en lugar de fluir de manera homófona, o a través de terceras paralelas, sextas o décimas, se construye como un coral a cuatro voces, lo que le da una profundidad especial.
Con el Gato se llega a la conclusión de que es uno de los bailes más populares. Su coreografía puede variar según la región donde se baila, pero siempre mantiene un carácter picaresco, y, como los bailes más argentinos, se repite dos veces.
Partiendo de influencias folklóricas, Mimita compuso Canción de Cuna, que fue publicado en Italia en 1953. El triplete sirve como optimista a cada barra, y refleja el movimiento de balanceo en la cuna, o en los brazos de una madre. Esta miniatura impresionista revela una vez más su sensibilidad aguda.
Impresiones Argentinas se publicó en Argentina en 1953. 
En Boceto indígena, dedicado a la rosarina Lalyta Almirón (la niña prodigio, nacida en 1914, que fue la primera guitarrista argentina en interpretar en Europa), Anido alternaba un ritmo de baguala, con un ritmo de danza y utilizaba uno de sus efectos favoritos y original: tonos armónicos en los bajos de una melodía a dos voces. Los bajos amortiguados y las notas pulsadas con la punta del dedo pulgar (Mimita no utilizaba la uña del pulgar) daban un color especial al acompañamiento.
En Preludio Pampeano, una melodía que se lleva en tercios, dando paso a un Tempo de Vidalita.
El subsecuente Variaciones camperas, cuya alternancia rítmica entre 3/4 y 6/8 representa una invitación a bailar, y pertenecen a la misma región geográfica.
La colección no estaría completa sin un Triste. Mimita conoció a los Tristes que los guitarristas populares tocaban, así como aquellas compuestas por Julián Aguirre, Alberto Williams, y Alberto Ginastera, y ella sin duda compartía la opinión de Carlos Vega de: “Ninguna canción sudamericana ha tenido alguna vez la belleza, la originalidad y la popularidad de la Triste.”
Sus siguientes piezas llevan los nombres de las provincias argentinas, de cuyas formas musicales que inspiraron a: Santiagueña (dedicada a su agente Omar Buschiazzo), una característica Chacarera de Santiago del Estero, y Catamarqueña, basada en la Vidala típica de Catamarca.
La Vidala es originaria de las montañas como un lamento ancestral. Es un canto gritado a los cuatro vientos y los ecos de los barrancos, el canto del amor, el perdón, paisajes, y la religión. Después de una introducción instrumental, Anido presenta el tema de la Catamarqueña la forma en que una Vidala suele cantarse en terceras paralelas. Algunos adornos en la melodía imitan el típico kenko (ornamentación melódica). Los bajos pizzicato recuerdan la caja, cuya percusión generalmente acompaña la melodía. 
Volviendo a la zona de las Pampas, la “Alegremente“ del Preludio Criollo contrastando con los tonos oscuros, principalmente del Canto a la Llanura.
Esta serie concluye con El Misachico (también llamado por Anido Procesión Coya), dedicado a su madre. En el noroeste de Argentina, Misachico es el nombre dado a las pequeñas procesiones, llevando la imagen, profusamente adornada, de un santo que pertenece a una familia, no a la iglesia. Algunos músicos acompañan tocando erkes, violines y cajas o bombos.
En 1976, se estableció en Barcelona, donde residió hasta el 1987, año en que fue contratada por el gobierno cubano para ejercer la docencia en La Habana. Y en 1989, volvió a Cataluña, donde permaneció hasta su muerte.
Sus Preludios Nostálgicos reflejan los periodos donde Anido vivió lejos de su terruño. Lejanía, dedicado a su pupilo Omar Atreo, lo compuso en 1962, publicándolo en 1971, en Buenos Aires. Mar y Gris los publicaría en España, en 1977. Una atmósfera impresionista impregna su estructura de acordes arpegiados. Lejanía muestra su melancolía a través de arpegios lentos; y, Mar fluye en continuos movimientos y transformaciones; y, Gris refleja una sensación de paz y de plenitud.

## Otras publicaciones
- isaac Albeniz, María luisa Anido. 1956. Malagueña, Op. 165, N.º 3: Isaac Albeniz ; Transcripciones Para Guitarra de María Luisa Anido. Editor Ricordi, 5 pp.

## Honores
- 1989: la fundación Konex la honra como: la mejor intérprete de guitarra de la historia nacional[3]

- Certamen Internacional de Guitarra María Luisa Anido ciudad de San Lorenzo[4]